# Stemma di Grenada
Lo stemma di Grenada è il simbolo araldico ufficiale del paese, adottato nel 1974. Consiste in uno scudo diviso in quattro parti da una croce dorata con al centro la raffigurazione della Santa María di Cristoforo Colombo. Nei due quarti in alto a sinistra e in basso a destra compare il leone inglese su campo rosso, mentre in alto a destra e in basso a sinistra si trova una luna crescente con un fiore di giglio su campo verde. Al di sopra è raffigurato un elmo decorato con una ghirlanda di Bougainvillea e da sette rose rosse, che simboleggiano le sette comunità del paese. Ai lati lo scudo è sostenuto da un armadillo dietro cui appare una pianta di mais e da una colomba di Grenada dietro cui c'è una pianta di banano. Alla base dello stemma un paesaggio erboso rappresenta quello del paese, mentre lo specchio d'acqua ricorda il lago Grand Etang. In basso un cartiglio riporta il motto del paese: Ever conscious of God we aspire, build and advance as one people (Sempre coscienti di Dio aspiriamo, costruiamo ed avanziamo come un popolo).